# Liachirus
Liachirus är ett släkte av fiskar. Liachirus ingår i familjen tungefiskar.
Kladogram enligt Catalogue of Life:
| Liachirus | \| \| Liachirus melanospilos \| \| \| \| \| \| Liachirus whitleyi \| \| \| \| |
|           | \| \| Liachirus melanospilos \| \| \| \| \| \| Liachirus whitleyi \| \| \| \| |
|           | Liachirus melanospilos                                                        |
|           |                                                                               |
|           | Liachirus whitleyi                                                            |
|           |                                                                               |